# Stazione di Santa Maria del Molise
La stazione di Santa Maria del Molise era una fermata ferroviaria, della ferrovia Campobasso-Isernia, che serviva il comune di Santa Maria del Molise. Era posta a circa 2 km dal centro del paese.

## Storia
La stazione venne costruita al km 22+365 della tratta Bosco Redole-Carpinone della linea Campobasso-Isernia. Era una fermata, per servizio viaggiatori, priva di impianto di segnalamento. Nel corso degli anni venne prima impresenziata e infine soppressa, insieme ad altri impianti della linea, il 15 dicembre 2001.